# Thomas Singer (Tiermediziner)
Thomas Singer (* 1960) ist ein deutscher Tiermediziner und Experte für Arzneimittelsicherheit und Tierschutz.

## Werdegang
Singer studierte von 1983 bis 1988  Veterinärwissenschaften an der Fakultät für Veterinärmedizin der Ludwig-Maximilians-Universität München und promovierte dort 1989 als Dr. med. vet.  1994 wurde er zum Diplomate of the American Board of Toxicology (DABT), im selben Jahr wurde er Fachtierarzt für Labor- und Grundlagenmedizin. 1996 wurde er Fachtierarzt für Pharmakologie und Toxikologie, zwei Jahre später Fachtierarzt für Tierschutz.
2015 legte er die Habilitation für pharmazeutische Wissenschaften an der Universität Basel ab. 2018 wurde er Professor für Toxikologie an der Universität Basel.
Nach seiner Tätigkeit bei Novartis und der Boehringer Ingelheim wechselte Singer 2002 zur F. Hoffmann-La Roche AG nach Basel bis zur Pensionierung Ende 2020.